# FIM-92 Stinger
FIM-92 Stinger là một hệ thống phòng không vác vai (MANPADS) hoạt động như một tên lửa đất đối không dẫn đường bằng hồng ngoại do Hoa Kỳ phát triển và được đưa vào hoạt động từ năm 1981. Tên lửa có thể phòng từ nhiều nền phóng khác như trực thăng và phương tiện mặt đất. Tên lửa được sản xuất chủ yếu bởi Raytheon Missiles & Defense, ngoài ra Airbus Defence and Space và Roketsan cũng sản xuất loại tên lửa này. Tổng cộng đã có hơn 70,000 tên lửa được sản xuất.

## Mô tả
FIM-92 Stinger là một loại tên lửa đất đối không dẫn đường thụ động có thể được phóng từ vai bởi một người (mặc dù theo đúng quá trình sẽ có hai người, một người phóng và một người cảnh giới). Stinger được sản xuất nhằm thay thế cho loại tên lửa FIM-43 Redeye kém hiệu quả hơn. Phiên bản FIM-92B có thể được phóng từ xe phóng AN/TWQ-1 Avenger và xe chiến đấu bộ binh Bradley. Tên lửa cũng có thể được gắn trên xe Humvee và sử dụng bởi lực lượng đổ bộ đường không. Ngoài ra cũng có một phiên bản phóng từ trực thăng là Air-to-Air Stinger (ATAS)
Tên lửa có chiều dài 1.52 m và đường kính là 70 mm với sải cánh là 100 mm. Khối lượng của bản thân tên lửa là 10.1 kg, trong khi toàn bộ hệ thống bao gồm cả ống phóng, thước ngắm, tay cầm và ănten nhận dạng bạn thù sẽ nặng khoảng 15.2 kg, Tên lửa có khoảng cách phát hiện mục tiêu là 4,800 m và có thể tấn công mục tiêu ở độ cao tối đa là 3,800 m. Tên lửa khi phóng sẽ được đẩy ra ngoài ống phóng bằng một tầng đẩy nhỏ nhằm đảm bảo khoảng cách an toàn cho người bắn, sau đó động cơ đẩy 2 tầng sử dụng nhiên liệu rắn sẽ được kích hoạt giúp tên lửa đạt vận tốc Mach 2.54. Đầu nổ của tên lửa nặng 1.02 kg sử dụng hỗn hợp nổ HTA-3 (là hỗn hợp giữa HMX, TNT và bột nhôm) với một ngòi nổ va chạm và sẽ tự hủy sau 17 giây từ khi phóng.
Để phóng tên lửa, một BCU (Đơn vị làm lạnh pin) sẽ được gắn vào tay cầm. Thiết bị này cung cấp một dòng khí Argon áp suất cao vào đầu dò để làm lạnh nó xuống nhiệt độ vận hành, và một viên pin sẽ được sử dụng để theo dõi mục tiêu. Một BCU chỉ có thể được sử dụng trong vòng 45 giây và sau đó phải được thay mới nêu tên lửa vẫn chưa được bắn, ngoài ra, BCU cũng rất nhạy cảm với môi trường và có vòng đời ngắn do khí argon bị rò rỉ khỏi đơn vị. Hệ thống nhận dạng bạn thù được gắn vào bên hông của tên lửa và được cấp nguồn bởi một viên pin có thể sạc lại.
Hiện đang có 3 phiên bản chính của tên lửa Stinger đang được sử dụng: Phiên bản Stinger cơ bản (FIM-92A), phiên bản sử dụng công nghệ đầu dò quang học thụ động (POST) (FIM-92B) và phiên bản sử dụng vi xử lí có thể tái lập trình (RMP) (FIM-92C).
Phiên bản POST và RMP có đầu dò phát hiện 2 kênh: Hồng ngoại và Tử ngoại, giúp cho tên lửa phân biệt giữa mục tiêu và các biện pháp đối phó hiệu quả hơn so với phiên bản FIM-92A hay FIM-43 Redeye chỉ có đầu dò hồng ngoại. Trong khi các pháo sáng gây nhiễu hiện đại có tín hiệu hồng ngoại gần như tương đồng với nguồn nhiệt từ động cơ máy bay, có sự khác biệt đáng kể giữa tín hiệu tử ngoại từ động cơ máy bay và từ pháo sáng.

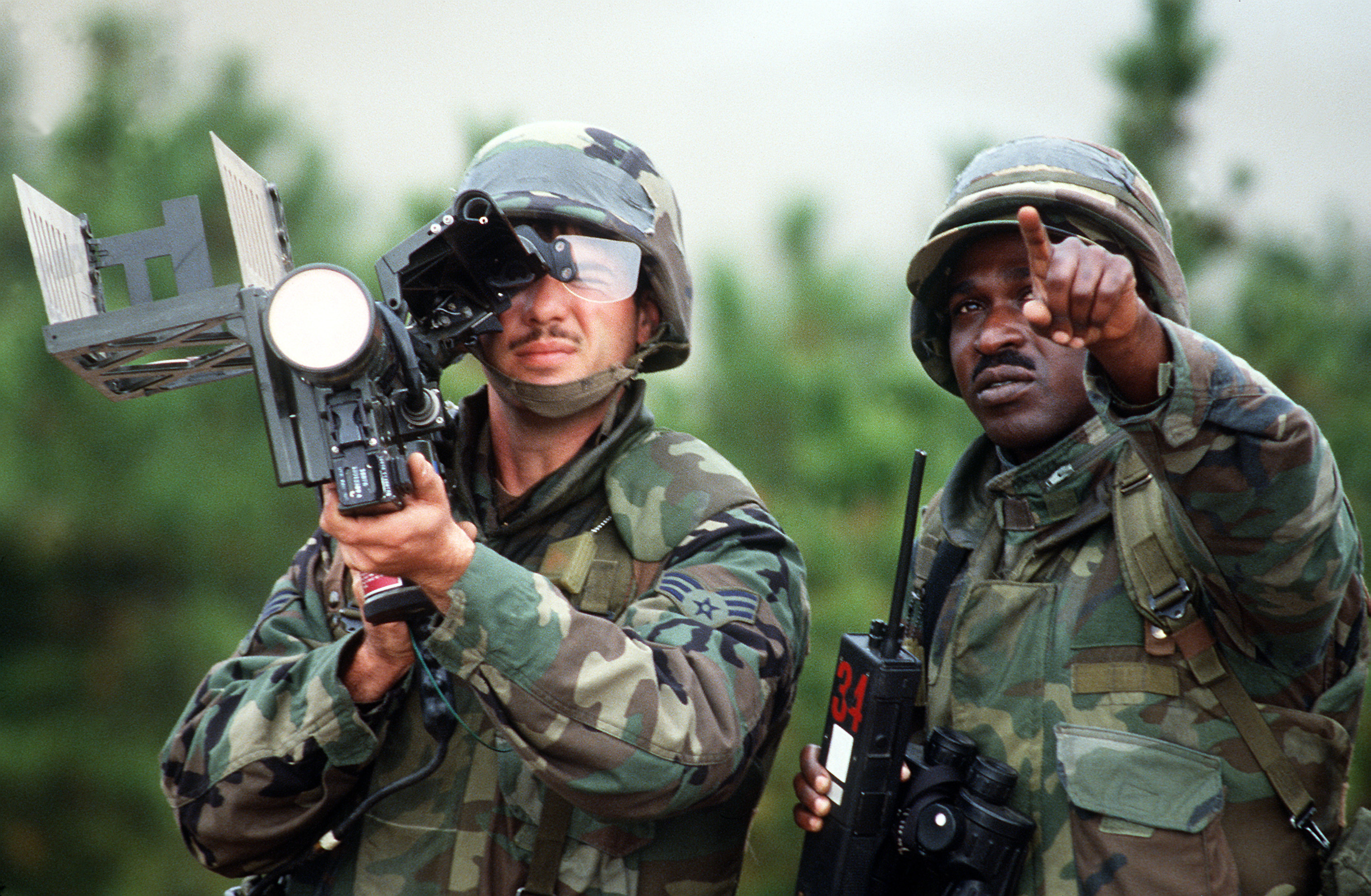
Phiên bản huấn luyện của tên lửa Stinger với ănten phân biệt bạn thù đang mở.

## Lịch sử
Tên lửa là một dự án của General Dynamics nhằm phát triển một phiên bản cải tiến của tên lửa FIM-43 Redeye có từ những năm 1967. Dự án đã được chấp nhận bởi Quân đội Hoa Kỳ với tên gọi là Redeye II vào năm 1971 và sau này được đổi tên lại thành FIM-92; tên gọi Stinger được lựa chọn vào năm 1972. Việc sản xuất phiên bản FIM-92A bắt đầu vào năm 1978 do các vấn đề trong quá trình phát triển. Phiên bản FIM-92B cũng được sản xuất song song với phiên bản FIM-92A từ năm 1983. Dây chuyền sản xuất hai phiên bản này đã dừng lại vào năm 1987 với tổng cộng 16,000 tên lửa đã được sản xuất. Phiên bản FIM-92C được bắt đầu phát triển từ năm 1984 và sản xuất từ năm 1987. Các tên lửa đầu tiên được đưa đến các đơn vị ở tiền tuyến vào năm 1989. Các tên lửa sau này được định danh là phiên bản D với khả năng phân biệt các biện pháp đối phó tốt hơn.

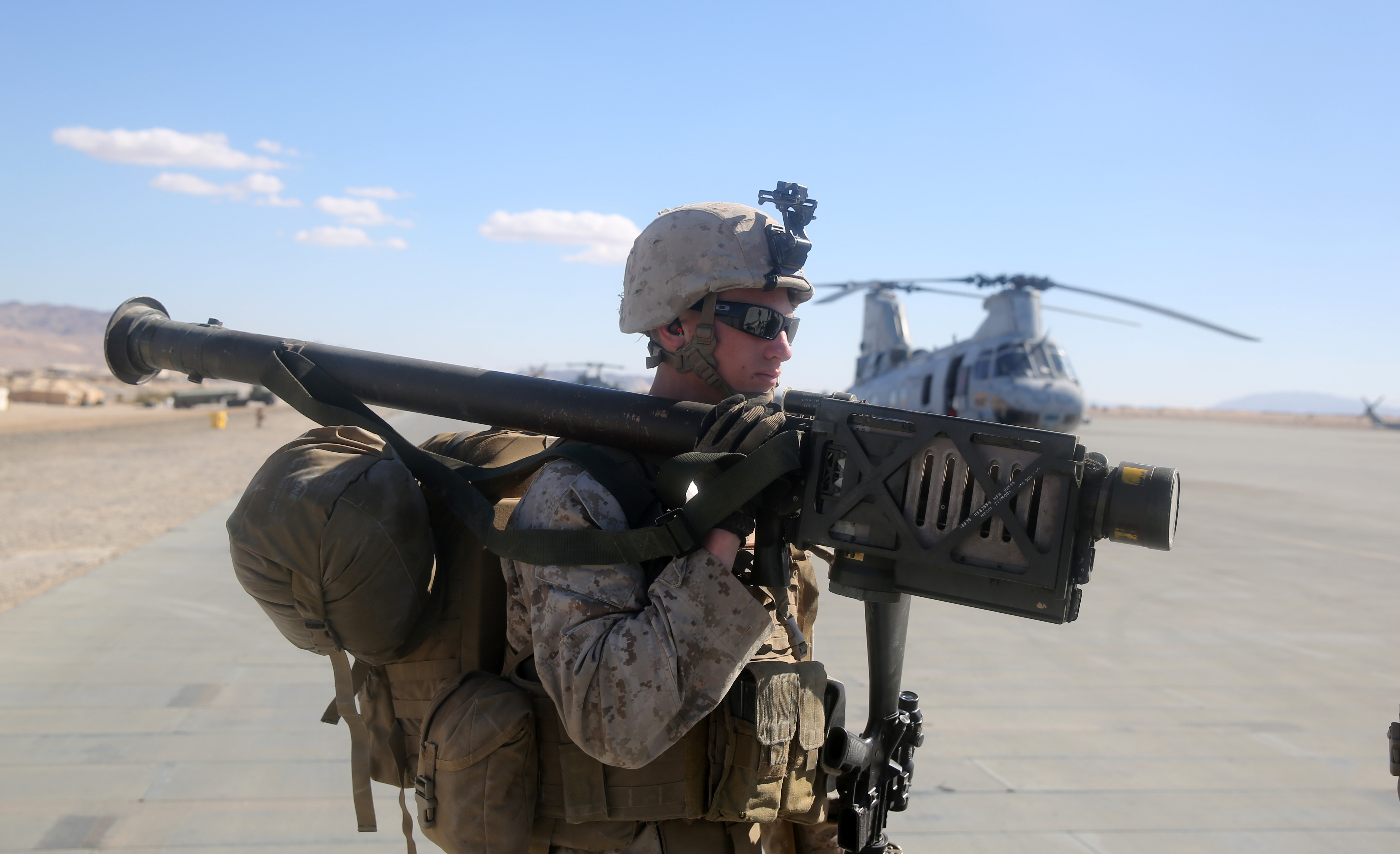
Ống phóng tên lửa Stinger với ănten phân biệt bạn thù đang gấp.

Phiên bản E hoặc Block I được phát triển từ năm 1992 và sản xuất từ năm 1995 (một số nguồn nói rằng phiên bản FIM-92D cũng là một phần của dự ản phát triển Block I). Thay đổi chính trong phiên bản này tiếp tục là về đầu dò và phần mềm, cải thiện hiệu suất của tên lửa trước các mục tiêu có mức độ bộc lộ tín hiệu thấp. Phiên bản F với phần mềm được nâng cấp được giới thiệu vào năm 2001. Phiên bản Block II cũng được phát triển sau phiên bản Block I một năm, sử dụng cảm biến mới cải thiện mức độ hiệu quả của tên lửa trong môi trường "nhiễu loạn" và tăng tầm bắn lên đến 7,600 m.

### Thay thế
Vi xử lí trên các tên lửa Stinger được cho là sẽ lỗi thời từ năm 2023, và các gói nâng cấp sẽ giúp cho phiên bản Block I tiếp tục hoạt động đến năm 2030. Với việc thiếu một loại tên lửa tương tự trong kho vũ khí của mình, ngày 10 tháng 11 năm 2020, Quân đội Hoa Kỳ đã đưa ra chương trình về một hệ thống phòng không vác vai thay thế cho Stinger. Hệ thống này phải tương thích với các ông phóng hiện đang sử dụng trên xe phòng không IM-SHORAD và có khả năng tiêu diệt các máy bay trực thăng, các phương tiện bay không người lái thuộc nhóm 2 và 3 theo tiêu chuẩn của Bộ quốc phòng Hoa Kỳ và phải có hiệu năng ngang ngửa hoặc tốt hơn tên lửa Stinger. Hợp đồng sản xuất 8.000 tên lửa mới dự kiến sẽ được trao vào năm 2026.
Theo Reuters, chính quyền Mĩ đã kí một hợp đồng trị giá 687 triệu đô la, bao gồm việc mua 1.468 quả tên lửa Stinger, đây có thể là động thái để bù đắp số tên lửa đã viện trợ cho Ukraine trong Cuộc tấn công của Nga vào Ukraine 2022.
Giám đốc điều hành của Raytheon vào ngày 26 tháng 4 năm 2022 đã nói: "Một số linh kiện đã không còn được sản xuất, và chúng tôi đang phải tái thiết kế một số thiết bị điện tử trong đầu dò của tên lửa. Việc này có thể sẽ làm chúng tôi mất một khoảng thời gian".

## Biến thể

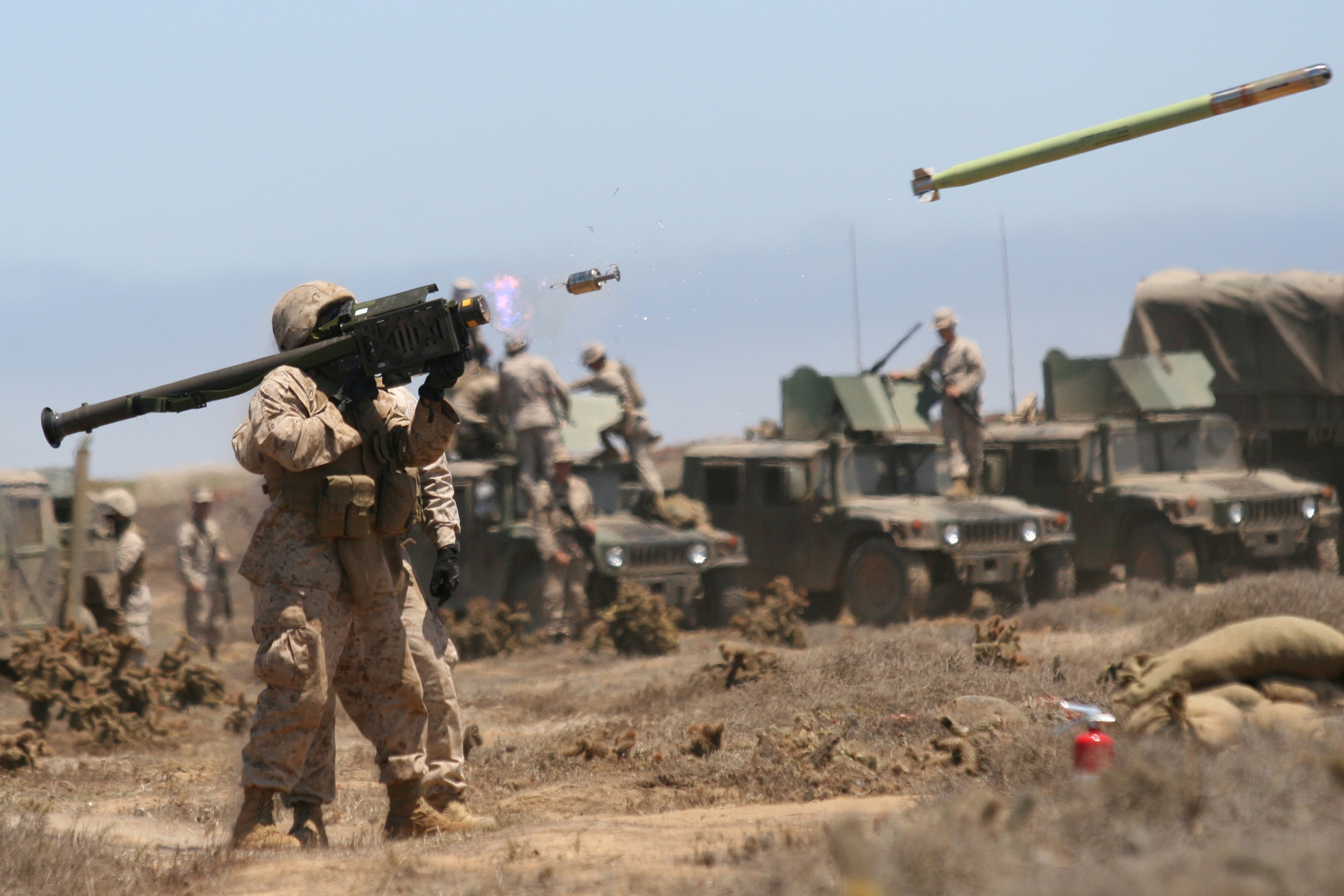
Một binh sĩ Thủy quân lục chiến Hoa Kỳ phóng tên lửa Stinger trong một buổi huấn luyện ở California năm 2009.

- ATAS: Phiên bản tên lửa không đối không tầm ngắn, được sử dụng chủ yếu trên các trực thăng chiến đấu.
- FIM-92A: Phiên bản cơ bản.
- FIM-92B (Stinger POST): Ở phiên bản này, đầu dò của tên lửa được cải tiến bằng việc kết hợp giữa tìm kiếm hồng ngoại và từ ngoại, giúp tăng cường khả năng kháng nhiễu của tên lửa trước biện pháp đối phó và các tác nhân môi trường.
- FIM-92C (Stinger RMP): Một máy tính xử lí dữ liệu mới được sử dụng cho tên lửa, ngoài ra, phần mềm điều khiển tên lửa cũng có thể được tái lập trình trong thời gian ngắn để đáp ứng sự phát triển của các biện pháp đối phó. Tính đến 1991, khoảng 20,000 tên lửa đã được sản xuất chỉ tính riêng ở Mĩ.
- FIM-92D: Phiên bản cải tiến để tăng khả năng kháng nhiễu của tên lửa.
- FIM-92E (Stinger — RMP Block I): Sử dụng đầu dò và phần mềm điều khiển mới, cải thiện đáng kể đường bay của tên lửa. Ngoài ra, hiệu suất tên lửa trước các mục tiêu cỡ nhỏ như máy bay không người lái, tên lửa hành trình và trực thăng trinh sát hạng nhẹ cũng được cải thiện. Gần như toàn bộ các tên lửa Stinger của Mĩ đã được thay thế bằng phiên bản này.
- FIM-92F: Phiên bản cải tiến từ phiên bản E và là phiên bản đang được sản xuất hiện tại.
- FIM-92G: Phiên bản nâng cấp từ phiên bản D, chi tiết nâng cấp không được tiết lộ.
- FIM-92H: Dùng để chỉ các các tên lửa phiên bản D đã được nâng cấp lên phiên bản E.
- Stinger — RMP Block II: Phát triển dựa trên phiên bản E. Cải tiến bao gồm sử dụng đầu dò trên tên lửa AIM-9X và khung thân được cải thiện, các cải tiến này đã giúp tăng tầm bắn của và khả năng kháng nhiễu của tên lửa. Nhưng khi đến giai đoạn thử nghiệm, dự án đã bị hủy bỏ do vấn đề về kinh phí.
- FIM-92J: Phiên bản nâng cấp thời gian hoạt động của Block I lên 10 năm. Các cải tiến bao gồm một ngòi nổ cận đích, động cơ đẩy mới cùng với thiết bị phát hiện mục tiêu để phát hiện máy bay không người lái dễ dàng hơn.[6][7]
- FIM-92K: Phiên bản sử dụng liên kết dữ liệu từ xe phóng để dẫn đường thay cho đầu dò của tên lửa.[8]
- ADSM (Air Defense Suppresion Missile): Phiên bản chống bức xạ thử nghiệm đã bị hủy bỏ.

## Phục vụ

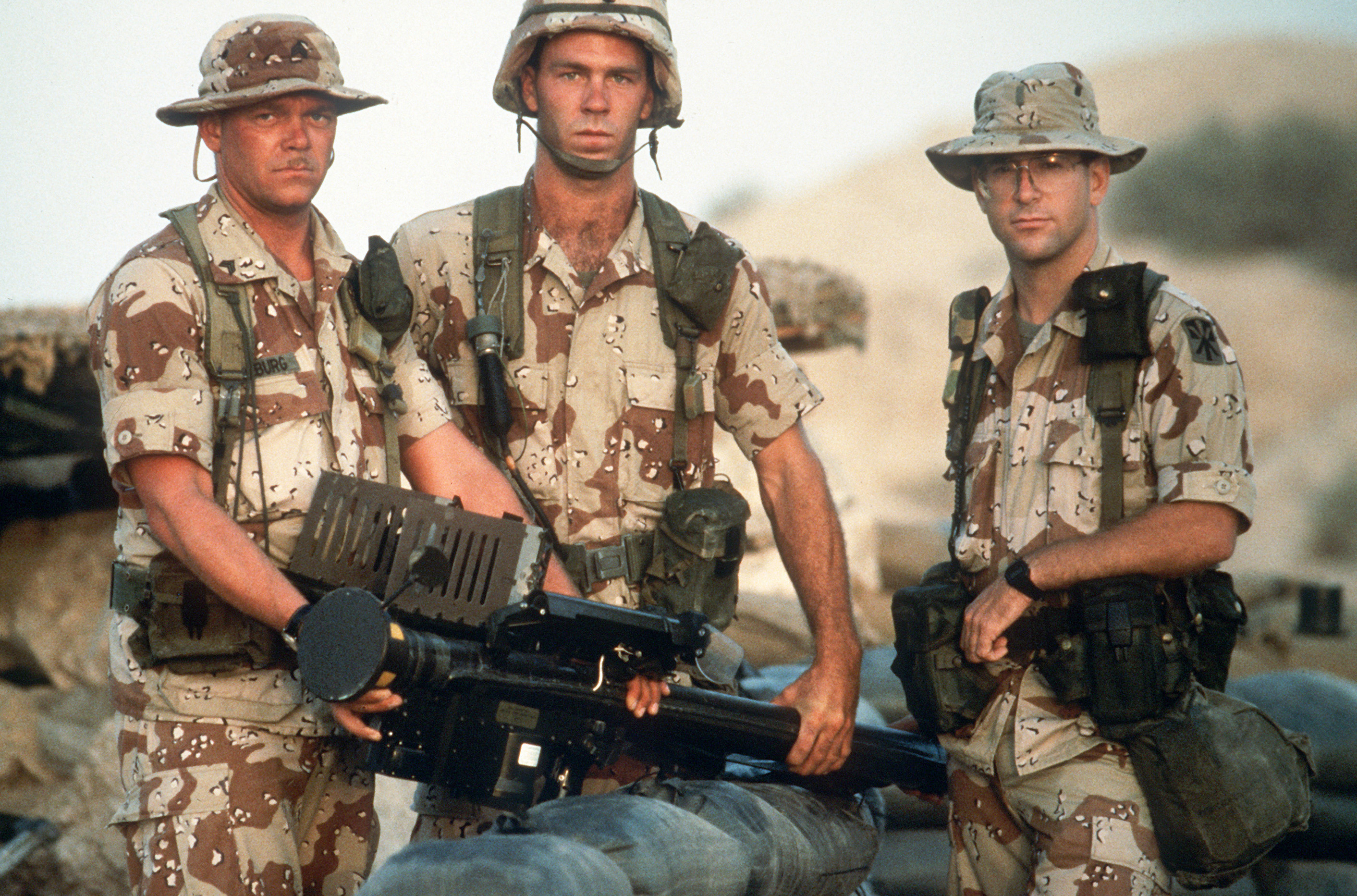
Binh sĩ Lục quân Hoa Kỳ thuộc Lữ đoàn pháo phòng không 11 cùng tên lửa Stinger trong Chiến tranh Vùng Vịnh.

### Chiến tranh Falkland
Stinger lần đầu tiên được sử dụng trong chiến đấu trong Chiến tranh Falkland giữa Vương quốc Anh và Argentina. Ở giai đoạn đầu cuộc chiến, lực lượng đặc nhiệm Anh (SAS) đã được bí mật cung cấp 6 tên lửa Stinger, mặc dù họ gần như không được hướng dẫn về cách sử dụng chúng. Binh sĩ duy nhất thuộc SAS đã được huấn luyện thì đã thiệt mạng trong một vụ rơi trực thăng vào ngày 19 tháng 5. Dù vậy, lực lượng SAS đã bắn hạ một máy bay cường kích FMA IA 58 Pucará của Argentina vào ngày 21 tháng 5 năm 1982 bằng tên lửa Stinger. Ngày 30 tháng 5 năm 1982, một trực thăng Aérospatiale SA 330 Puma cũng đã bị bắn hạ bởi tên lủa Stinger làm 6 quân nhân thuộc Lực lượng đặc nhiệm hiến binh Argentina thiệt mạng và 8 người khác bị thương.

### Chiến tranh Liên Xô–Afghanistan
Cuối năm 1985, một số nhóm nổi dậy tại Afghanistan đã bắt đầu chỉ trích CIA khi không hỗ trợ họ trong Chiến tranh Liên Xô–Afghanistan (1979–1989). Sau đó, Michael Pillsbury, Vincent Cannistraro và một số người khác đã gây áp lực lên CIA để buộc CIA phải chuyển tên lửa Stinger cho các nhóm phiến quân. Ý tưởng này đã gây tranh cãi vì lập trường của Mĩ lúc đó là không can dự trực tiếp vào cuộc chiến. Tất cả các nguồn vũ khí lúc đó đều đến từ các nước ngoài Mĩ. Như các súng trường tấn công kiểu Kalashnikov từ Ai Cập và Trung Quốc.
Như là một phần của chiến dịch Cyclone, CIA đã viện trợ 500 tên lửa Stinger (một số nguồn lên đến 1,500 - 2,000 tên lửa) đến Afghanistan và 250 ống phóng. Chiếc Mi-24 đầu tiên đã bị bắn hạ bằng tên lửa Stinger vào ngày 25 tháng 9 năm 1986 gần Jalalabad.
Theo sách của Nhánh pháo phòng không Lục quân Hoa Kỳ, các tay súng của Mujahideen tuyên bố đã bắn hạ 269 máy bay và trực thăng trong tổng số 340 lần phóng tên lửa Stinger, tỉ lệ tiêu diệt lên đến 79%. Nếu tuyên bố này là chính xác, thì Stinger đã chiếm đến hơn một nửa số máy bay và trực thăng Liên Xô bị rơi trong toàn bộ cuộc chiến. Tuy nhiên, các số liệu này là do Mujahideen tự công bố nên độ chính xác bị nghi ngờ. Theo tài liệu Liên Xô giải mật sau này, chỉ có tổng cộng 35 máy bay và 63 trực thăng của họ bị phá hủy bởi mọi nguyên nhân trong 2 năm 1987-1988. Cũng theo Liên Xô thống kê, tính tới ngày 25 tháng 12 năm 1987, chỉ có 38 máy bay (bao gồm cả trực thăng) của họ bị bắn rơi và thêm 14 máy bay bị hư hại do các hệ thống phòng không vác vai (Blowpipe và Stinger), so với hơn 370 tên lửa Blowpipe và Stinger được phóng thì tỉ lệ tiêu diệt chỉ đạt khoảng 10,2%.

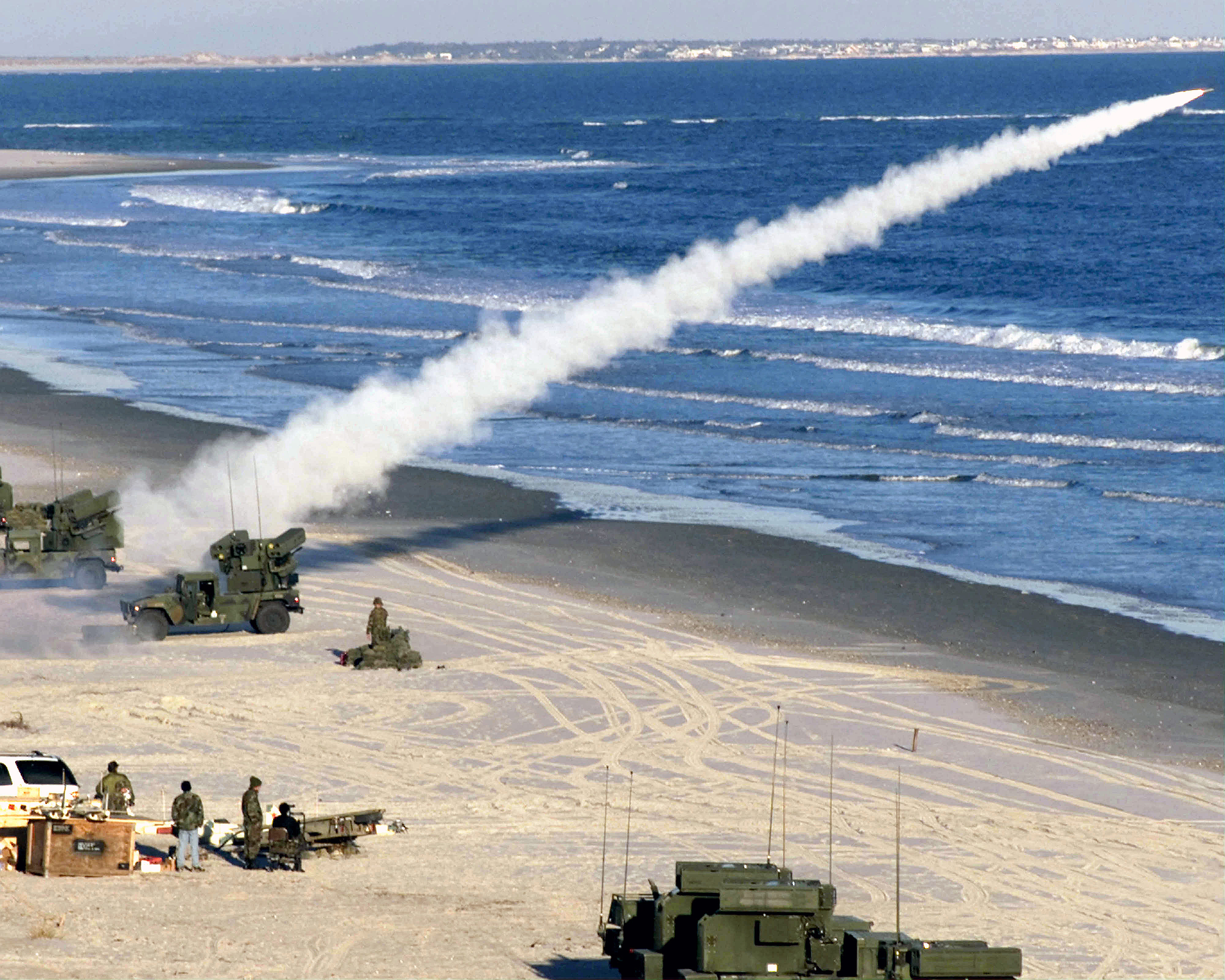
Một tên lửa Stinger được phóng từ xe phòng không AN/TWQ-1 Avenger vào tháng tư năm 2000.

### Nội chiến Angola
Tổng tống Mỹ Ronald Reagan đã cung cấp 310 tên lửa Stinger cho UNITA giữa năm 1986 và 1989.

### Cuộc tấn công của Libya vào Chad
Lục quân Pháp đã sử dụng 30 tên lửa Stinger mua năm 1983 cho hoạt động tại Chad. Trung đoàn pháo binh nhảy dù 35 đã bắn trượt các máy bay trong cuộc không kích của Libya ngày 10 tháng 9 năm 1987 nhưng đã bắn hạ một máy bay vận tải Lockheed C-130 Hercules vào ngày 7 tháng 7 năm 1988.
Chính quyền Chad cũng nhận được các tên lửa Stinger từ Mĩ, khi Libya tấn công miền bắc của nước này và đã bắn hạ một chếc Su-22MK và một chiếc MiG-23MS của Libya bằng tên lửa Stinger.

### Nội chiến Tajikistan
Trong nội chiến Tajikistan, một máy bay Su-24M đã bị bắn hạ bởi tên lửa Stinger. Cả 2 phi công đều được giải cứu.

### Chiến tranh Chechenya
Nga nói rằng các dân quân và quân nổi dậy đã sử dụng các tên lửa Stinger. Điều này đã được chứng minh nhờ các tấm ảnh chụp nhưng không rõ nguồn gốc và số lượng của các loại tên lửa này.
Một chiếc Sukhoi Su-24 đã bị bắn hạ trong Chiến tranh Chechnya lần thứ hai bởi tên lửa Stinger.

### Nội chiến Sri Lanka
Những con Hổ giải phóng Tamil đã có một vài tên lửa Stinger, có vẻ là từ Mujahideen, và đã sử dụng để bắn hạ ít nhất 1 trực thăng Mi-24 vào ngày 10 tháng 11 năm 1997.

### Hoa Kỳ
Vào năm 2000, trong kho vũ khí của Hoa Kỳ có khoảng 13,400 tên lủa Stinger có trị giá vào khoảng 7,281,000,000 đô la Đã từng có tin đồn rằng Cơ quan Mật vụ Hoa Kỳ sử dụng tên lửa Stinger để bảo vệ tổng thống nhưng đã bị bác bỏ vì nguy cơ bắn nhầm vào máy bay thường và các mảnh vỡ có thể gây thương tích cho dân thường.
Trong những năm 1980, Mĩ đã viện trợ các tên lửa Stinger cho các nhóm nổi dậy, tiêu biểu là Mujahidin, chính quyền Chad và UNITA.

### Nội chiến Syria
Trong Nội chiến Syria, Thổ Nhĩ Kỳ đã viện trợ số lượng nhỏ tên lửa Stinger cho Quân đội Syria Tự do.
Ngày 27 tháng 2 năm 2020, các máy bay của Syria và Nga đã tấn công các đoàn hộ tống gần Idlib, giết chết 36 binh sĩ của Thổ Nhĩ Kỳ. Cũng trong ngày hôm đó, một video đã quay lại cảnh một binh sĩ phóng một tên lửa giống Stinger được sản xuất bởi Roketsan vào các máy bay của Syria và Nga.

### Cuộc tấn công của Nga vào Ukraine
Vào tháng 2 năm 2022, một vài quốc gia nói rằng họ đang cung cấp các tên lủa Stinger cho các lực lượng Ukraine để hỗ trợ việc phòng vệ trong Cuộc tấn công của Nga vào Ukraine 2022. Bao gồm Đức với 500 tên lửa, Đan Mạch với 300 tên lửa, Hà Lan với 200 tên lửa. Italy, Latvia, Litva và Hoa Kỳ không nêu rõ số lượng viện trợ.
Tính đến ngày 7 tháng 3, Hoa Kỳ và các đồng minh NATO đã viện trợ hơn 2,000 tên lửa cho Ukraine.

## Quốc gia sử dụng
- Mujahideen
- Angola
- Bosna và Hercegovina
- Tchad
- Chile
- Colombia[36]
- Croatia[37]
- Ai Cập
- Phần Lan[38]
- Pháp[39]
- Gruzia

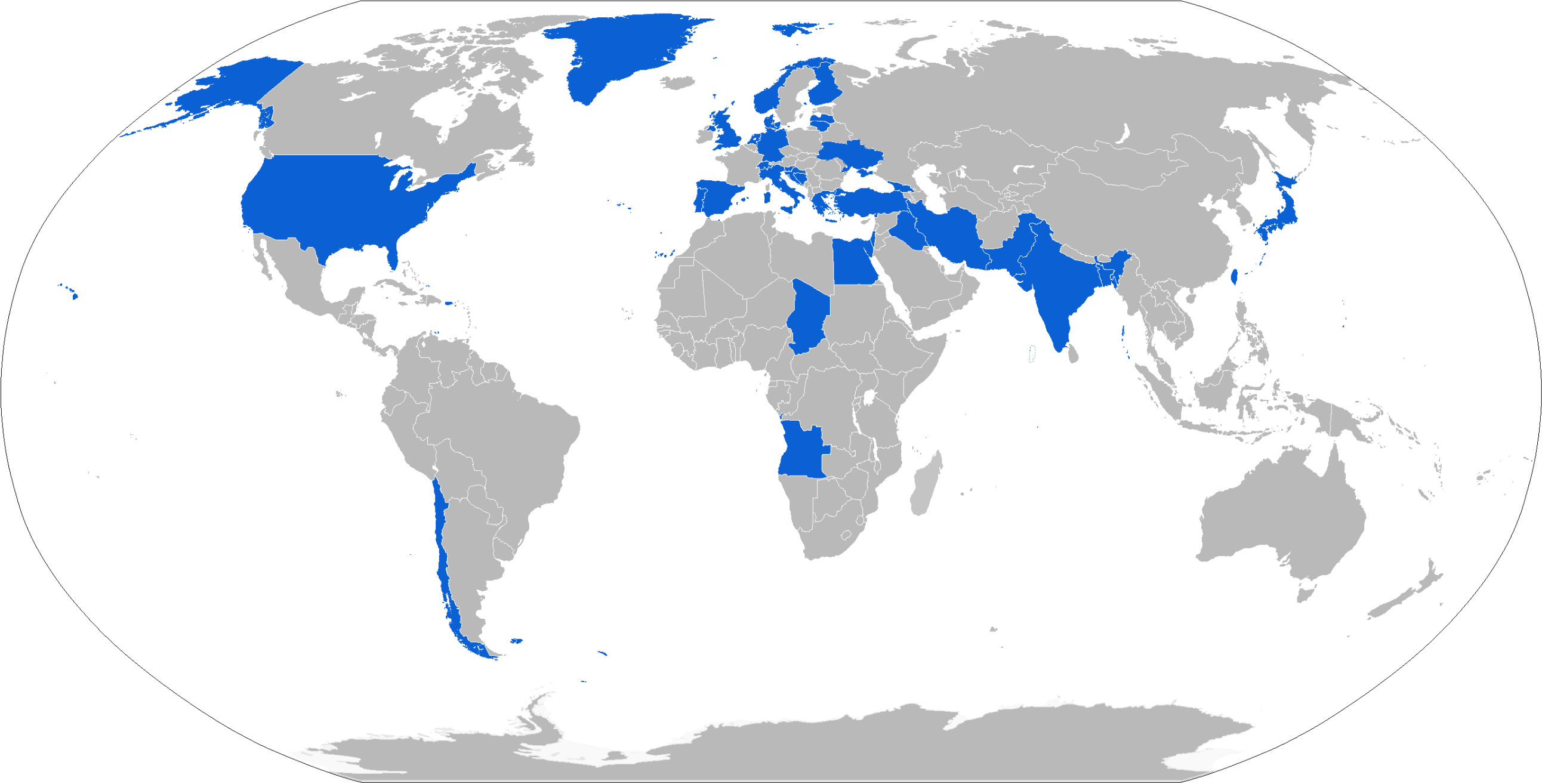
Các quốc gia sử dụng tên lửa FIM-92 Stinger

- Đức: Sản xuất theo giấy phép của EADS.[40][nguồn không đáng tin?]
- Hy Lạp
- Iraq
- ISR
- Ấn Độ
- Ý
- Nhật Bản
- Hàn Quốc[41]
- CHDCND Triều Tiên[42][43]
- Latvia[44]
- Litva
- Maroc: Part of a $4.25 billion AH-64E deal[45]
- Hà Lan
- Na Uy
- Pakistan: 350 tên lửa.[46][47]
- Bồ Đào Nha
- Đài Loan: Thủy quân lục chiến Đài Loan, Lục quân Đài Loan[48]
- Slovenia
- Thụy Sĩ
- Thổ Nhĩ Kỳ: Sản xuất theo giấy phép của ROKETSAN.[49] 4,800+ tên lửa được cung cấp theo chương trình "Stinger Air Defense Guided Missile System European Common Production Program". Thêm 1,000 tên lửa vào năm 2003.[50]
- UNITA[51]
- Ukraine: Lithuania và Latvia đã gửi số lượng không xác định các tên lửa Stinger từ kho vũ khí của họ cho Ukraine sau khi được sự đồng ý của Bộ Ngoại giao Hoa Kỳ.[52] Hà Lan sẽ viện trợ cho Ukraine 200 tên lửa Stinger.[53] Đức với 500 tên lửa.[54] Ngày 16 tháng 3 năm 2022, Hoa Kỳ thông báo rằng thêm 800 tên lửa nữa sẽ được chuyển giao, cộng thêm hơn 600 tên lửa đã chuyển từ trước.[55]
- Anh Quốc
- Hoa Kỳ [56]
- Nga: Tịch thu từ Quân đội Ukraina trong Chiến tranh Donbas và Cuộc tấn công của Nga vào Ukraina 2022 và các cuộc chiến tranh trên chiến trường Nga và Ukraina